# 戸田市立郷土博物館
戸田市立郷土博物館（とだしりつきょうどはくぶつかん、Toda Civic Folk Museum）は、埼玉県戸田市大字新曽1707番地にある博物館である。戸田市立図書館と併設されている。

## 沿革
- 1984年11月1日 - 開館
- 2018年4月1日 - 2年間の予定で、戸田市立図書館と共に設備改修工事のため休館となる[2]。

## シンボルマーク
博物館のシンボルマークはミミズクである。なお、このシンボルは戸田市立図書館のシンボルでもある。

## 施設案内
戸田市立図書館本館の3階部分が郷土博物館となっている。
常設展示室では、テーマを荒川の流れと収穫の日々－低湿地のくらし－として、低湿地である戸田市の自然や歴史が展示されている。
以下のほかにも8面マルチビジョンやインテリジェントシステム、テーマガイダンス映像システムなどが設置されている。

## 主な展示内容
- （順路順：入り口から向かって左側より）
- 大きく9つの展示がされている（大きく分けて原始古代、中世、近世、近現代、戸田の自然というように分けられている）。
  - 太古の戸田、
  - 鍛冶谷
  - 新田口遺跡と方形周溝墓
  - 南原遺跡と古代の交易
  - 武士の時代と佐々目郷戸田
  - 戸田の渡しと人々の暮らし
  - 村の豊かさ
  - 戸田の生活と文化
  - 戸田橋架橋と近代化
  - 戸田の自然

## 主な展示品
- 約1万2千年前の戸田市の地形模型
- 古代住居の模型
- 市内遺跡から発掘されたもの
- 佐々目郷に関する文書や板石塔婆
- 県指定文化財の銅鐘
- 江戸時代の戸田を文書や模型、実物
- 市内に実在した江戸末期に建てられた民家のモデル
- 江戸末期の一部復元された住居や農具など
- 戸田橋の架橋の歴史・模型
- 戦時中の品々
- 荒川改修のあゆみ・年表
- 戸田市道満の自然紹介・剥製を使ったジオラマ

## 分館
- 分館として「彩湖自然学習センター」がある。

## 開館時間
- 午前10時から午後4時30分

## 休館日
- 毎月第二、第四、第五月曜日
- 館内整理日（毎月末日）※土、日、休日を除く
- 年末年始　12月29日から1月4日

## 入館料
- 無料

## アクセス
- 東日本旅客鉄道（JR東日本）埼京線戸田駅西口より徒歩7分
- 戸田市コミュニティバス『toco』：西循環 「25.図書館・博物館」バス停下車
（所要時間：下笹目より約40分、戸田公園駅西口より約25分、戸田駅より約8分）